# 聖卡特里納島響尾蛇
聖卡特里納島響尾蛇（學名Crotalus catalinensis）是墨西哥聖卡特里納島（Isla Santa Catalina）特有的一種響尾蛇。現時並沒有發現任何亞種。它們較為細少及幼長，最特別的是沒有響環。

## 分類
聖卡特里納島響尾蛇是小盾響尾蛇的近親。從同種異型酶的數據顯示它們與紅菱紋響尾蛇有共同祖先。

## 特徵
聖卡特里納島響尾蛇較為幼長，最長可達73.1厘米。它們最特別的是沒有響環。它們的尾基一直退化，每次脫皮響環都會掉落，而非像其他響尾蛇形成新節。相信這是它們在當地的適應性來捕捉鳥類。
聖卡特里納島響尾蛇有兩種顏色。最多的是底部呈奶白色，背部有赤褐色的疙瘩，尾巴有黑白環。另一種的顏色較淺，呈灰色，疙瘩較灰，尾巴上有同樣的環。

## 分佈及棲息地
聖卡特里納島響尾蛇只分佈在墨西哥下加利福尼亞州南部對出的聖卡特里納島。它們棲息在島內西部的小河。

## 行為
聖卡特里納島響尾蛇是陸生的，是攀樹的能手。由於它們沒有響環，所以可以很快及寂靜的接近獵物。

## 食性
聖卡特里納島響尾蛇主要吃鳥類。

## 保育狀況
聖卡特里納島響尾蛇被國際自然保護聯盟列為極危。它們處於極之危險的狀況，很易就會從野外滅絕。它們只有一個分佈地及估計面積少於100平方公里，但數量仍持續衰落。它們是受到捕捉及入侵的掠食者威脅。

## 外部連結
- TIGR Reptile Database上的Crotalus catalinensis. 於2007年12月12日查閱.